# Rhodafra
Rhodafra é um gênero de mariposa pertencente à família Bombycidae.